# دارویار
طرح دارویار را دولت سیزدهم در زمان رئیس‌جمهوری ابراهیم رئیسی اجرا کرد. این طرح که برای کنترل کمبود و گرانی دارو کار گذاشته شده، که به شکل کوتاه با این طرح اضافه هزینه دارو از طریق بیمه‌ها به داروخانه‌ها پرداخت می‌شود. نتیجهٔ این طرح باعث گرانی و افزایش قیمت دارو شده‌است. این طرح که از ۱۴ژولای ۲۰۲۲ شروع شد قراربود ۳۷۳ دارو را تحت پوشش داشته باشد ولی فقط ۲۷ دارو پوشش دارند.

## فازها
قبل از اجرای طرح بیمه سلامت برای تحت پوشش گرفتن ۶ میلیون نفر به کار گرفته شد. این طرح برای مدیریت ارز مصرفی برای قیمت دارو است. قرار بود در این طرح ۱۱۹ قلم داروی بدون نسخه پرمصرف تحت پوشش بیمه بروند.

## نتیجه طرح

### افزایش قیمت دارو
در طرح دارویار یکی از شعار‌ها عدم افزایش پرداخت از جیب بیمار بود. پس از سه سال از اجرای این طرح، هزینه پرداخت از جیب بیمار حتی به چندین برابر ماه و سال گذشته رسیده است.

### بحران کمبود دارو و صنعت داروسازی
طرح دارويار در ۲۳ تير ۱۴۰۳ با محوريت خروج دارو از سبد ارز ترجيحي و تمركز بر نظام بيمه‌اي توزيع يارانه دارو و تسهيل دسترسي بيماران به دارو اجرا شد، اما آنچه پس از دو سال اثر آن مشخص ضد، از هم پاشيدگی محسوس و آشكار زنجيره تامين و توزيع دارو، به ويژه ورشكستگی توليدكنندگان داخلی، شركت‌هاي توزيع يا پخش دارو و داروخانه‌هاست كه نتيجه آن، كمبودهای قابل توجه در اقلام مختلف دارويی بوده و داروهايی كه تا پيش از اين همواره و به سهولت در دسترس آحاد جامعه قرار داشت، اكنون ناياب يا كمياب هستند.